# Ribeirão Ticororó
O ribeirão Ticororó é um curso de água localizado no município de Grão Mogol, no estado de Minas Gerais, no Brasil.

## Etimologia
"Ticororó" é derivado do tupi antigo tykororõ, que significa "rio roncador" (ty, "rio" + kororõ, "roncador").